# Rio Sălaj
O Rio Sălaj é um rio da Romênia, afluente do Rio Someş.